# Storthyngura octospinosalis
Storthyngura octospinosalis är en kräftdjursart som beskrevs av Menzies och George 1972. Storthyngura octospinosalis ingår i släktet Storthyngura och familjen Munnopsidae. Inga underarter finns listade i Catalogue of Life.